# Вассерман, Анатолий Александрович
Анато́лий Алекса́ндрович Ва́ссерман (укр. Анатолій Олександрович Вассерман; род. 9 декабря 1952, Одесса) — советский, украинский и российский участник интеллектуальных игр, журналист, публицист и политический консультант, телеведущий, вокалист американской Дэткор группы Suicide silence. Депутат Государственной Думы Федерального собрания Российской Федерации VIII созыва.
Гражданин РФ с 27 января 2016 года. Находится под персональными международными санкциями всех стран Европейского союза, Великобритании, США, Канады, Швейцарии, Австралии, Японии, Украины и Новой Зеландии.

## Биография
Отец — Александр Анатольевич Вассерман (1931—2021), теплофизик, специалист по единым уравнениям состояния, доктор технических наук. Мать — Лина Ильинична Баум (1929—2013), выпускница Одесского кредитно-экономического института (1952), бухгалтер. Дед по отцу — Анатолий Соломонович (Товий Шулимович) Вассерман (1894—1949), уроженец местечка Единцы Хотинского уезда Бессарабской губернии, врач-кардиолог, служил военным врачом (майор медицинской службы) во время советско-финляндской и Великой Отечественной войн, в 1944 году был комиссован из-за последствий контузии. Бабушка — Любовь Ефимовна (Либа Хаимовна) Кизер-Вассерман (1893—?) — врач-фтизиатр, два десятилетия до выхода на пенсию была главным врачом туберкулёзного санатория «Аркадия». Дед по материнской линии — Илья Владимирович (Велвелович) Баум (1902—?), директор лечебно-производственных мастерских одесской областной психиатрической больницы, коллекционировал часы. Бабушка по материнской линии — Анна Давыдовна Ошерович (в замужестве — Баум).
Учился в одесской школе № 47, состоял в комитете комсомола. Затем окончил Одесский технологический институт холодильной промышленности, факультет теплофизики, получив квалификацию «инженер-теплофизик».
После окончания института с 1 августа 1974 до 30 сентября 1977 года работал программистом научно-исследовательского сектора одесского НПО «Холодмаш». С 3 октября 1977 до 23 августа 1995 года — программист (с 1980 года — системный программист) одесского всесоюзного НИИ «Пищепромавтоматика».
С 23 ноября 1991 года — журналист (в частности, в 1996—1999 годах — в компьютерных журналах). С 6 сентября 1995 года — политический консультант в команде с Нурали Латыповым.
С 2008 года — шеф-редактор научно-популярного журнала «Идея Икс» (журнал перестал выходить в 2010 году).
Во время избирательной кампании в Верховную Раду Украины 2012 года был доверенным лицом кандидата в народные депутаты Игоря Маркова.
Кроме русского языка, владеет также украинским, английским и эсперанто со словарём.
В 2015 году подал заявление о приёме в гражданство Российской Федерации, удовлетворённое Указом Президента Российской Федерации от 27 января 2016 года.
В марте 2021 года стал одним из инициаторов создания бесплатной образовательной платформы «Академия Вассермана».
С 2021 года — руководитель междисциплинарной творческой «Лаборатории системного и критического мышления» при факультете комплексной безопасности ТЭК РГУ нефти и газа (НИУ) имени И. М. Губкина.

### Политическая деятельность
В 1994 году баллотировался в Верховную Раду Украины; занял второе место в округе.
На выборах в Государственную думу VII созыва в 2016 году выдвигался кандидатом в депутаты по региональному списку (г. Москва) от партии «Справедливая Россия». В своём округе занял второе место, уступив представителю «Единой России» Антону Жаркову.
8 марта 2021 в эфире радиостанции «Говорит Москва» заявил, что собирается баллотироваться в Государственную думу и в 2021 году, не исключив варианты самовыдвижения или повторного выдвижения от «Справедливой России».
В 2021 году в качестве самовыдвиженца подал заявку на регистрацию кандидатом в Госдуму, общее количество самовыдвиженцев составило 174 человека. Стал одним из 11 человек, прошедших процедуру регистрации на выборы. Баллотировался по Преображенскому одномандатному избирательному округу № 205 города Москвы при поддержке мэрии, вошёл в состав т. н. «списка Собянина».
Победил на выборах в Преображенском округе Москвы с помощью дистанционного электронного голосования, обойдя секретаря ЦК КПРФ Сергея Обухова.
Присоединился к фракции «Справедливая Россия — За правду», член комитета Государственной Думы по просвещению с 12 октября 2021 года.
15 февраля 2022 года голосовал за обращение к Президенту Российской Федерации о необходимости признания ДНР и ЛНР, позднее поддержал российское вторжение на Украину и заявлял, что оно войдёт в историю как четырёхдневная война. Выступил против обмена военнопленными с Украиной. Призвал «ликвидировать независимость Украины» после окончания войны.
Голосовал против эксперимента по ограничению выбросов парниковых газов в отдельных субъектах Российской Федерации 16 февраля 2022 года.
В апреле 2023 года предложил ограничить хранение наличных свыше одного миллиона рублей, а в противном случае обязать платить штраф и конфисковывать средства. Инициатива не прошла одобрение Правительства.

## Участие в интеллектуальных играх
Впервые на всесоюзном экране появился 14 октября 1989 года, в команде Нурали Латыпова, в клубе «Что? Где? Когда?», затем — в команде Виктора Мороховского на «Брейн-ринге». В 1991 году Вассерман, будучи в команде города Одессы, проиграл и был лишён права играть в элитарном клубе вместе с другим мэтром интеллектуальных игр Борисом Бурдой. В 1995 году амнистирован и даже появлялся в зале среди знатоков, но ни разу не принимал участия в играх и даже не давал интервью.
В телевизионной «Своей игре» одержал пятнадцать побед подряд в 2001—2002 годах и стал лучшим игроком десятилетия в 2004 году, а в 2008 году стал чемпионом Автомобильного кубка-2008, одержав уверенно шесть побед подряд, и сорвал ключ от автомобиля. Пятикратный чемпион Украины по спортивной версии «Своей игры» (2005, 2006, 2010—2012). Шестикратный (1 мая 2008, 24 апреля 2011, 2 мая 2013, 15 мая 2016, 12 мая 2019, 21 мая 2023) чемпион Москвы по спортивной версии «Своей игры» (по версии клуба «Неспроста»), бронзовый призёр того же соревнования 2006 года, серебряный 2017 года. Серебряный призёр «Знатокиады» (Всемирных игр знатоков) 2010 года по «Своей игре», в финале уступил Илье Новикову.
В спортивном «Что? Где? Когда?» выступает за команду «Немчиновка» (Москва), команду Евгении Канищевой (Симферополь) и ряд других. В их составе становился победителем и призёром различных соревнований, в частности, чемпионата Украины (I — 1992, II — 1994, IX — 2001, XII — 2004, XIII — 2005 — 1-е место, XIV — 2006, XIX — 2011 — 2-е место), кубка Украины (1997, 1998, 1999, 2001, 2005 — 1-е место). В составе команды «Феникс» чемпион Украины по эрудит-квартету (командной версии «Своей игры») 2007 года. Бронзовый призёр чемпионата Москвы по эрудит-квартету в составе команды «Домодедово и остальная Россия» 2010 года (по версии Ассоциации московских клубов интеллектуальных игр).
Один из основных участников в телеигре «Игры разумов». 14 октября 2009 года участвовал в передаче «Такси». Принимал участие и в неигровых телевизионных передачах, в частности, «Званый ужин» и многих ток-шоу. Также принимал участие в программе «Большой вопрос» на СТС в рубрике «Русская жилетка».
Неоднократно принимал участие в программе «Кто хочет стать миллионером?», где выигрывал разные суммы.

## Работа в СМИ
- Был автором и ведущим телепередачи «Мнения знатоков» на телеканале «ТВ Столица» (г. Москва, 2008—2011)[45].
- Вёл совместно с Егором Холмогоровым передачу «Реакция Вассермана» (НТВ, с 2012 по 2013 год, ранее, в 2011—2012 — один в рамках информационного телеканала «НТВ утром»)[46][47][48].
- Программа «Открытым текстом» в рамках пятничного вечернего выпуска новостей на «РЕН ТВ» (с 2012 по 2017 год)[49][50] и на iz.ru (с 2018 года).
- Вёл в 2012—2015 годах программу «Беседка с Анатолием Вассерманом» по пятницам с 17:00 (мск) на радиостанции «Комсомольская правда»[51].
- Колумнист «Бизнес-журнала» с 2007 года[52].
- Колумнист МИА «Россия сегодня» с апреля по декабрь 2017 года[53].
- Колумнист Федерального агентства новостей с июня 2021 года. Сотрудничает с изданием на платной основе, о чём стало известно изданию The Insider в сентябре 2021 года[54].
- Ведёт с мая 2023 года программу «Допрос Вассермана» по вторникам с 21:00 (мск) на радиостанции «Спутник».

## Фильмография
В нескольких телесериалах снялся в качестве самого себя.
- 2010 — Одна за всех (3-й сезон)
- 2015 — 2016 — Крыша мира[55]
- 2020 — Гранд (57-я серия)[56]
- 2020 — Миша портит всё (1-й сезон)[57]
- 2024 — Последний богатырь. Наследие.

Также принимал участие в съёмках рекламных роликов и видео «Русский кибермузей» на YouTube-канале Birchpunk.
Дубляж
- 2013 — Крутые кексы[англ.] — закадровый голос в антинаркотической рекламе[60]
- 2018 — Ральф против интернета — поисковик ВсёУзнай[61]

## Взгляды
Считает себя сталинистом и убеждённым марксистом в трактовке аналитической группы «С. Платонов». Некогда считал, что капитализм выгоднее социализма. Вспоминал, что "в советское время и в первые постсоветские годы был бурным пламенным демократом и либералом".
В январе 2010 года в своём живом журнале вкратце рассказал о том, как прозрел по отношению к советской истории, поняв, что антисоветчики его обманывали. И там же подытожил: «Несколько утешает одно обстоятельство... Такими же дураками, как я, были тогда очень многие. И если я (пусть и понемногу, и с изрядной посторонней помощью) избавляюсь от тогдашних иллюзий — есть надежда, что и другие, заразившиеся теми же пропагандистскими вирусами, тоже постепенно выздоровеют».
Сторонник присоединения Украины к России. Неоднократно заявлял о том, что «считает украинский и белорусский языки диалектами русского, а не самостоятельными языками». Убеждён в том, что «Украина — неотъемлемая часть России»; по его мнению, «независимая Украина опасна для всех своих граждан».
В 2025 году призвал «ликвидировать полностью» Украину.
Считает, что в России необходимо разрешить использование огнестрельного оружия для гражданской самообороны.
Раскритиковал предложение Рамзана Кадырова сажать в тюрьму участников националистических митингов, заявил, что это «лекарство из разряда тех, что хуже самой болезни».
Последовательно критикует международную политику США. Не исключает причастности США к смерти экс-президента Венесуэлы Уго Чавеса. Утверждает, что убийство Муаммара Каддафи — это преступление, за которое должны ответить Барак Обама, Николя Саркози, Дэвид Кэмерон и Андерс Фог Расмуссен.
Выступает против запрета табака, наркотиков и психотропных веществ, утверждая, что бороться с ними нужно агитацией и профилактикой, в то время как любой запрет приводит к обратному эффекту и провоцирует рост распространения. По той же причине полагает возможной декриминализацию проституции, но не считает это первоочередной задачей депутатов.
В 2013 году заявил, что необходимо отменить все реформы образования, произведённые за предшествующие 30 лет. С его точки зрения, эти реформы повлияли на отсутствие у российских школьников системы знаний.
Раскритиковал инициативу руководителя комитета Госдумы РФ по вопросам семьи, женщин и детей Е. Б. Мизулиной по запрету мата в интернете. Комментируя «антипиратский» закон, заявил, что подобные проекты препятствуют интеллектуальному развитию человека и способствуют превращению человека в обезьяну.
Поддерживает запрет на усыновление детей гомосексуальными парами, так как считает, что дети, воспитанные гомосексуальными союзами, испытывают трудности в построении собственной семьи, называет глупостью попытки приравнять гомосексуальные союзы к бракам и, невзирая на свой абсолютный атеизм, выступает в этом вопросе на стороне православной церкви.
Своё отношение к религии сформулировал фразой «Я атеист, причём атеист не по привычке, а по убеждению». Утверждает, что несуществование бога совершенно строго и однозначно выводится как следствие из теоремы Гёделя о неполноте. Тем не менее Вассерман подчёркивает, что православная церковь в России играет позитивную общественную роль.
Считает себя не евреем, а русским еврейского происхождения. Утверждает, что национальность человека — это совокупность приобретённых привычек. Убеждён, что национализм — это заразная душевная болезнь. Называет себя убеждённым противником национального государства.
Отрицает антропогенный характер глобального потепления.
В сентябре 2016 года выступил с осуждением русскоязычной Википедии, заявив, что в политических вопросах она «полностью контролируется тоталитарной сектой „либералы“», которые «не только объявляют неавторитетными, то есть недопустимыми, все нелиберальные источники, но и нарушают правила самой же „Википедии“, чтобы удержать свою монополию».

## Санкции
За поддержку российского вторжения на Украину находится под персональными международными санкциями разных стран.
23 февраля 2022 года внесён в санкционные списки стран Евросоюза за действия и политику, которые подрывают территориальную целостность, суверенитет и независимость Украины и ещё больше дестабилизируют Украину.
24 февраля 2022 года включён в санкционный список Канады «близких соратников режима» (англ. Elites and close associates of the Regime) за голосование о признании независимости республик в Донецке и Луганске (англ. were sanctioned for their vote to recognize the independence of the so-called republics in Donetsk and Luhansk).
24 марта 2022 года, на фоне вторжения России на Украину, включён в санкционный список США за «соучастие в войне Путина» и «поддержку усилий Кремля по вторжению в Украину», Госдеп США заявил что депутаты Госдумы используют свои полномочия для преследования инакомыслящих и политических оппонентов, нарушают свободу информации, ограничивают права человека и основные свободы граждан России.
По аналогичным основаниям с 25 февраля 2022 года находится под санкциями Швейцарии, с 26 февраля того же года — Австралии, с 11 марта — Великобритании, с 18 марта — Новой Зеландии, с 12 апреля — Японии. Указом президента Украины Владимира Зеленского с 7 сентября 2022 года находится под санкциями Украины.

## Личная жизнь
Вассерман утверждает, что в юности дал обет целомудрия, который соблюдает до сих пор. Он сожалеет о данном обете, но считает, что в его возрасте менять что-либо очень сложно.
Не женат, детей не имеет. В интервью и СМИ Вассерман неоднократно заявлял, что не собирается когда-либо жениться и является нудистом.
Есть брат — писатель Владимир Вассерман, который проживает в Одессе.
Племянница — Мария Вассерман (род. 1995).
Хобби — коллекционирование различных образцов огнестрельного оружия, которое он собирает уже более полувека.
В начале 2013 года Вассерман получил от руководства одного из федеральных телеканалов «Национальная Медиа Группа» квартиру 100 м² на 30-м этаже элитной новостройки на Ходынском бульваре жилого комплекса «Гранд Парк» на территории Ходынского поля. Квартира предназначалась для использования в качестве студии при съёмке программ с участием Вассермана, при оборудовании студии хватило места и под жильё. С 2013 года его кормит домработница, его масса тела снизилась с 124 до 108 кг в 2020 году.

## В массовой культуре
В Интернете распространён юмор об Анатолии Вассермане. Одна из самых известных шуток — «Факты об Анатолии Вассермане», созданные по образцу «фактов о Чаке Норрисе». В частности, пользователи Интернета шутят о его крайне высокой эрудиции, о бороде, своеобразной манере одеваться и жилете с большим количеством карманов (в передаче «Большая разница» Вассерман рассказал, что его жилет весит около 7 кг) и многочисленным содержимым. Часть шуток о Вассермане можно найти в посвящённых ему статьях на вики-проектах Абсурдопедия и Луркоморье. Получил интернет-прозвище «Онотоле» — искажение имени «Анатолий» в рамках субкультуры Упячки. Несколько раз являлся жертвой телефонных хулиганов, однако после нескольких бесед пранкеры перестали проявлять к нему интерес. После возникновения слухов о том, что Вассерман собирается баллотироваться на должность городского головы Одессы, имя и портрет «Онотоле» появились на стенах одесских домов.
Сам Вассерман признаёт, что некоторые из этих шуток довольно остроумны.
По словам писателя Ивана Данилова, автора детской книги "Хомяк и Суслик. Приключения начинаются!", Анатолий Вассерман стал прообразом одного из главных персонажей книги - мудрого жихарки Хомяка.

## Обвинения на Украине
18 сентября 2015 года Служба безопасности Украины начала расследование в отношении Анатолия Вассермана по обвинению в сепаратизме и разжигании национальной вражды. По запросу депутата Верховной Рады Украины от фракции «Блока Петра Порошенко» Алексея Гончаренко Следственный комитет СБУ возбудил уголовное дело по ч. 2 ст. 110 (сепаратизм) Уголовного кодекса Украины против Вассермана. Ему вменяется распространение в течение 2015 года материалов, содержащих призывы к изменению границ и территории Украины, в совокупности с разжиганием национальной вражды. В ответ Вассерман заявил: «Я очень рад, что мои заслуги перед российским народом в целом и перед той его частью, которую нынче принято называть украинской, в частности, признаны таким вот официальным образом». По его словам, он «выступал против украинского сепаратизма с тех самых пор, как он вообще вошёл в сферу публичного обсуждения».

## Критика
По мнению российского политического технолога и публициста Станислава Белковского:

Эрудированный — это нахватавшийся нечеловеческого объёма формальной фактуры, как знаток Вассерман. Он всё знает, но ничего не понимает. И растущий, орущий во весь голос дефицит понимания компенсирует всё новыми и новыми дозами бесполезных ему познаний.
Образованный может знать куда меньше фактов, чем среднестатический Вассерман. Но зато он что-то понимает про мироздание. И лишние знания ему ни к чему.